# 1235 w literaturze
Wydarzenia literackie w 1235 roku.

## Zmarli
- Omar Ibn al-Farid, poeta arabski (ur. 1181)